# Per Grundén
Per Gustaf Grundén, född 23 maj 1922 i Eskilstuna, död 6 februari 2011 i Trosa, var en svensk operasångare (tenor) och skådespelare med internationell karriär. Grundén är främst känd från operettsammanhang. Han var även med i Sven Delblancs TV-serie Hedebyborna och spelade Wall-Enberg i filmerna om Jönssonligan.

## Biografi
På 1940-talet studerade han för sångpedagogen Joseph Hislop och redan 1945 debuterade han i rollen som Sporting Life i Porgy och Bess på Stora Teatern i Göteborg. Han var engagerad vid Storan i Göteborg fram till 1949. Därefter följde roller vid Oscarsteatern i Stockholm och Kungliga Teatern.
Grundén fick sitt genombrott i Tiggarstudenten på Stockholmsoperan. Mellan åren 1953 och 1963 var han framgångsrik tenor på Volksoper i Wien. 1958 erhöll han titeln Kammersänger och i Wien räknas han fortfarande som en av de stora operettenorerna. Han har även ägnat sig åt revy, krogshow och musikal.
Sommaren 1967 spelade han för första gången rollen som den glade vandringsmannen Lustigs-Per i Rune Lindströms bygdespel Skinnarspelet i Malung, en roll som skrevs direkt för honom. Han kom att medverka i Skinnarspelet nästan varje sommar fram till mitten av 1990-talet. De sista åren gestaltade han rollen som Skinnarmäster.
Han har även gjort talroller och haft engagemang vid Dramaten och Riksteatern. Ett par år senare följde en annan populär roll som den schweiziske skurken Volkswagner i Hasse och Tages komedi Äppelkriget.
För många biobesökare och TV-tittare var Per Grundén känd som Wall-Enberg, en roll han spelade i åtta Jönssonligan-filmer från 1981 till 2000.
Per Grundén var son till Gustaf Henrik Grundén (1881-1950) och Anna Margareta Pettersson (1896-1968). Han gifte sig 1948 Susanne Gneiser (1929-2013), med vilken han fick tre barn.

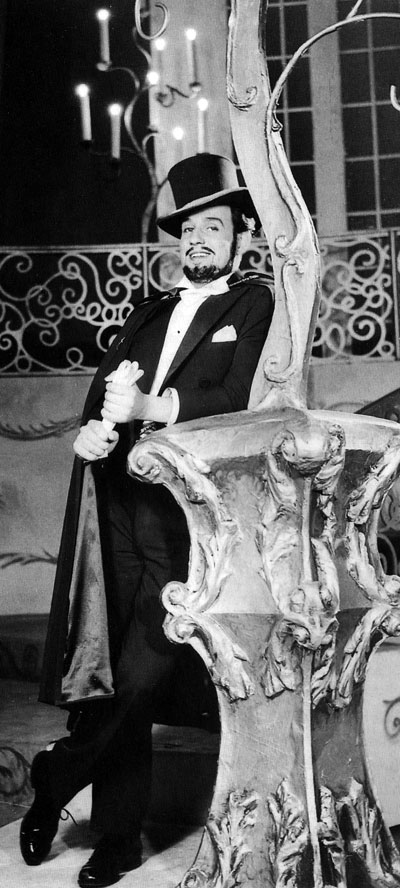
Per Grundén som greve Danilo i Glada änkan på Malmö Stadsteater 1954.

## Filmografi
- 1949 – Bohus Bataljon
- 1950 – Min syster och jag
- 1951 – Sköna Helena
- 1971 – Äppelkriget
- 1973 – Kvartetten som sprängdes (TV-serie)
- 1973 – Någonstans i Sverige (TV-serie)
- 1975 – N.P Möller, fastighetsskötare (TV-serie)
- 1978 – Hedebyborna (TV-serie)
- 1981 – Varning för Jönssonligan
- 1982 – Jönssonligan & Dynamit-Harry
- 1984 – Jönssonligan får guldfeber
- 1985 – Smugglarkungen
- 1986 – Jönssonligan dyker upp igen
- 1989 – Jönssonligan på Mallorca
- 1990 – Rosenbaddarna (TV-serie)
- 1992 – Jönssonligan & den svarta diamanten
- 1995 – Jönssonligans största kupp
- 1997 – Tre Kronor (TV-serie)
- 2000 – Jönssonligan spelar högt
- 2002 – Olivia Twist (TV-serie)

## Teater

### Roller (ej komplett)
| År   | Roll                  | Produktion                                                                    | Regi                                        | Teater             |
| ---- | --------------------- | ----------------------------------------------------------------------------- | ------------------------------------------- | ------------------ |
| 1945 |                       | Manina Nico Dostal                                                            | Nils Johannisson                            | Stora Teatern      |
| 1947 |                       | Polundra Vasilij Solovjov-Sedov                                               | Lars Egge                                   | Stora Teatern      |
| 1949 | Frank Butler          | Annie get your gun Irving Berlin, Dorothy Fields och Herbert Fields           | Sven Aage Larsen                            | Oscarsteatern      |
| 1950 | Jim Kenyon            | Rose Marie Rudolf Friml, Herbert Stothart, Otto Harbach och Oscar Hammerstein | Sven Aage Larsen                            | Oscarsteatern      |
| 1951 | Robert Lawrence       | Blåjackor Lajos Lajtai och Lauri Wylie                                        | Sven Aage Larsen                            | Oscarsteatern      |
| 1951 | Fred Graham/Petruchio | Kiss Me, Kate Cole Porter, Samuel Spewack och Bella Spewack                   | Sven Aage Larsen                            | Oscarsteatern      |
| 1951 |                       | Revisorn Nikolaj Gogol                                                        | Lars-Levi Laestadius                        | Malmö stadsteater  |
| 1954 | Baron Mirko Zeta      | Glada änkan Franz Lehár, Leo Stein och Viktor Léon                            | Ingmar Bergman                              | Malmö stadsteater  |
| 1955 |                       | Revisorn Nikolaj Gogol                                                        | Lars-Levi Læstadius                         | Malmö stadsteater  |
| 1961 | Henry Higgins         | My Fair Lady Frederick Loewe och Alan Jay Lerner                              | Lauritz Falk Carl-Gustaf Kruuse af Verchou  | Lorensbergs Cirkus |
| 1962 | Rudolf Schwarzenegg   | Tre valser Oscar Straus, Paul Knepler och Armin Robinson                      | Ivo Cramér                                  | Oscarsteatern      |
| 1963 |                       | Pyjamasleken George Abbot, Richard Bisell, Richard Adler, Jerry Ross          | Carl-Gustaf Kruuse af Verchou Mille Schmidt | Idéonteatern       |
| 1967 | Sir John Tremayne     | Spela spelet Leslie Bricusse och Anthony Newley                               | Ivo Cramér                                  | Oscarsteatern      |
| 1974 | Baron Mirko Zeta      | Glada änkan Franz Lehár, Victor Léon och Leo Stein                            | Isa Quensel                                 | Oscarsteatern      |
| 1981 |                       | Kattleken István Örkény                                                       | Andris Blekte                               | Malmö stadsteater  |
| 1982 |                       | Amadeus Peter Shaffer                                                         | Josef Halfen                                | Malmö stadsteater  |
| 1982 |                       | Ambassadören Slawomir Mrozek                                                  | Andris Blekte                               | Malmö stadsteater  |

## Diskografi
LP
- 1961 – Per Grundén Operett och Musical
- 1967 – Per Grundén
- 1968 – Per Grundén sjunger Ernst Rolf
- 1971 – Lyckan är en värld av toner
- 1978 – Ömsom Wien ömsom vatten
- 1978 – Som varje liten pärla
- 1979 – De 20 mest önskade med Per Grundén

### Singel/EP
- 1955 – Operettpärlor del 1
- 1956 – Operettpärlor del 2
- 1957 – Det täcka könet jag studerat
- 1961 – En valsdröm
- 1967 – Visa till min vän
- 1967 – Fascination
- 1968 – Barndomshemmet
- 1969 – Per Grundén sjunger Ernst Rolf
- 19?? – Farfars sång